# Nicolas Petit

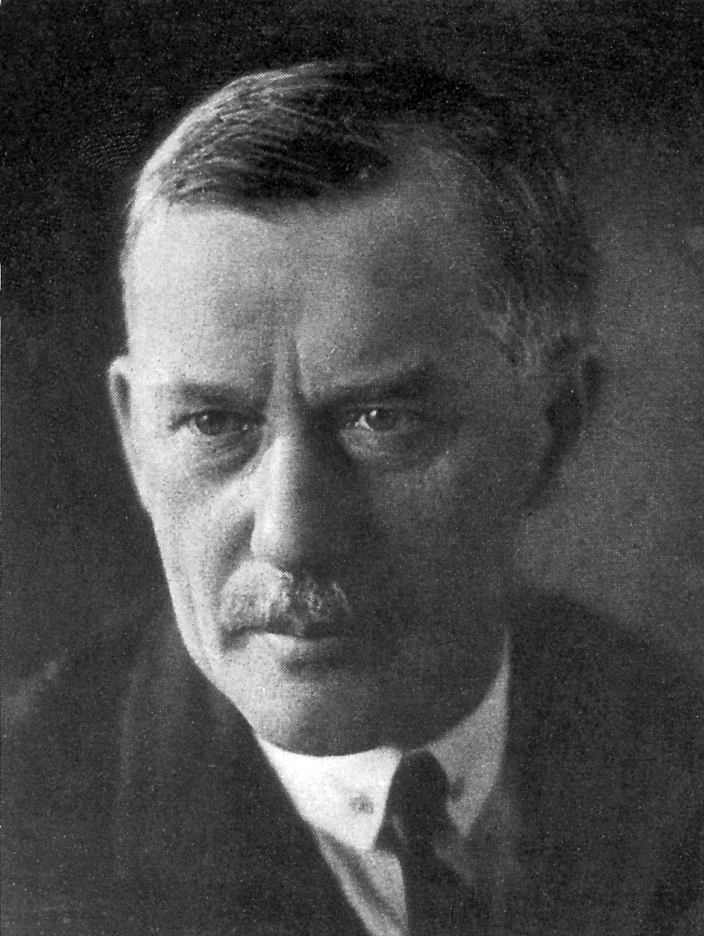
Nicolas Petit

Nicolas Petit (* 21. Juni 1876 zu Berdorf; † 17. Dezember 1953 in Luxemburg) war ein luxemburgischer Architekt und Leiter des städtischen Hochbauamts.

## Leben
Petit entstammt einer Bauersfamilie mit insgesamt acht Kindern aus Berdorf nahe Echternach, in der an eine höhere Schulbildung oder gar an ein Studium nicht zu denken war. Auf Empfehlung des Leiters der Grundschule in Grevenmacher, der das Talent Petits erkannt hatte, durfte er an den Zeichenkursen an der Oberprimarschule bei Pierre Olinger teilnehmen, der ihn weiter förderte. Olinger und Professor Jean Jerolim, Ausbilder an der Handwerkerschule, sind zu verdanken, dass es Petit ermöglicht wurde, das Einjährige zu machen.
Nach erfolgreichem Schulabschluss wechselte Petit 1896 zur Baugewerkschule Holzminden, die er drei Jahre später als drittbester von 150 Absolventen abschloss. Anschließend arbeitete er mehrere Jahre in verschiedenen Architekturbüros in Saarbrücken, Freiburg im Breisgau und Wiesbaden. In dieser Zeit war er in Fachzeitschriften auf einen Dozenten an der Technischen Hochschule in Karlsruhe aufmerksam geworden, der propagierte, das Äußere von großen Gebäuden hochwertig zu gestalten und im Inneren mit Material und Ausstattung zu sparen. Dieses Credo sollte sich Petit zu Eigen machen.
Aufgrund seines außergewöhnlichen Talentes gelang es ihm auch, die Zulassung für die Technische Hochschule Karlsruhe zu erlangen, obwohl ihm der Schulabschluss für eine Hochschule fehlte.

## Arbeiten

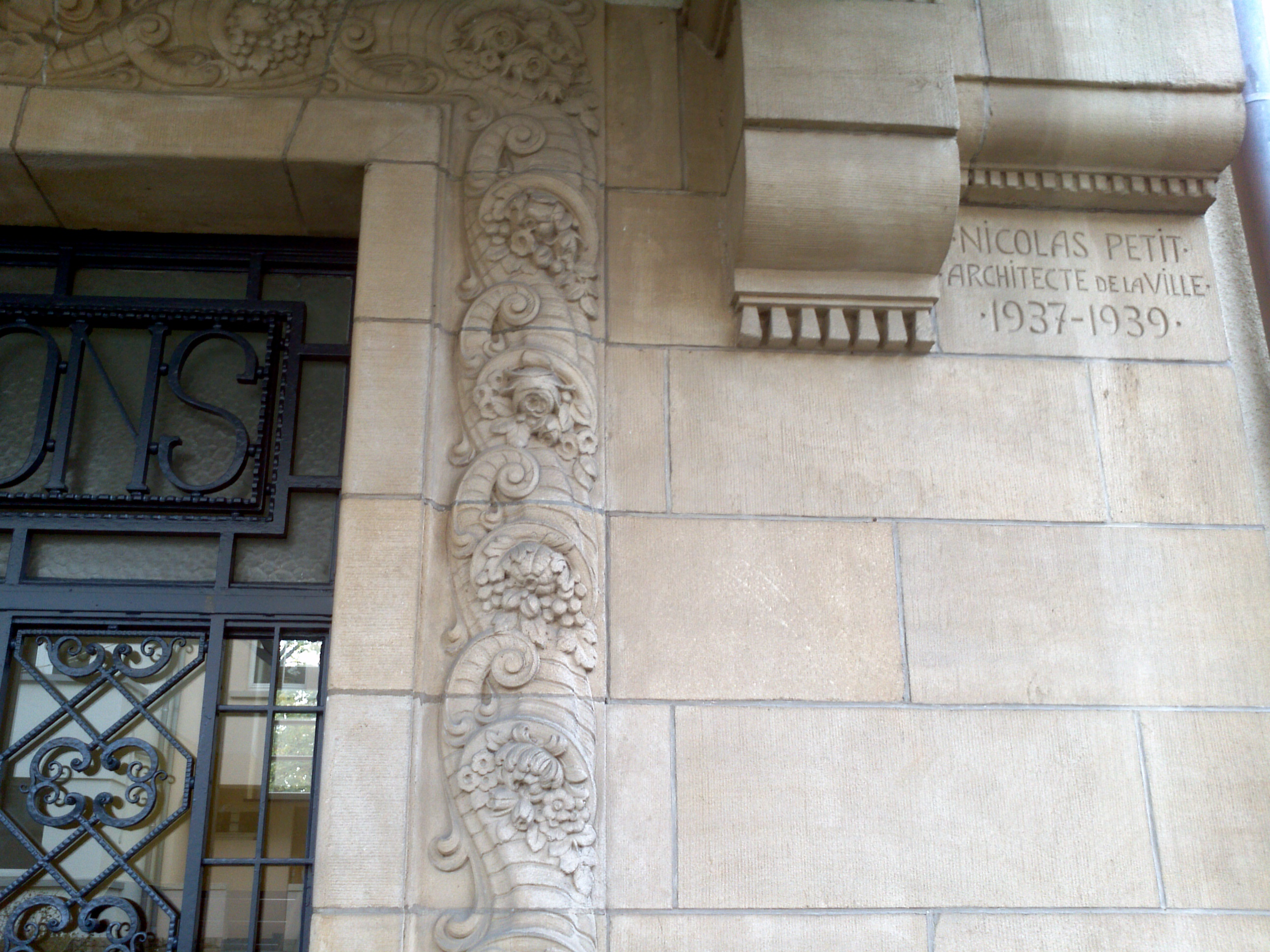
Details an der Grundschule Hollerich

Im Jahr seines Abschlusses in Karlsruhe 1904 beteiligte er sich am Wettbewerb zum Neubau des Stadt-Palais, wo er als zweitbester hervorging. Die Reichseisenbahnen in Elsaß-Lothringen, die auch die Betriebsführung der Wilhelm-Luxemburg-Eisenbahngesellschaft innehatten, beauftragten ihn mit verschiedenen kleineren Bauvorhaben, aber auch als Beteiligten am neuen Bahnhof Luxemburg. Außerdem war er am Verwaltungsgebäude an der Place de Metz beteiligt. Durch seine Arbeit am Fürstenpavillon wurde Staatsminister Paul Eyschen auf ihn aufmerksam.
1909 trat er in den Dienst der Stadt Luxemburg ein, wo er, mit Ausnahme von Unterbrechungen durch die Deutsche Besatzungszeit, bis zu seiner Pensionierung 1945 beschäftigt blieb. Neben zahlreichen Arbeiten, die noch heute das Stadtbild prägen, zeichnete sich Petit auch für Sozialwohnungen und für etliche technische Bauten wie Wassertürme, Wagendepots oder Kläranlagen aus. Seine langewährenden Planungen an der Kathedrale unserer lieben Frau wurden letztendlich nicht umgesetzt, aber bei deren Vergrößerung zum Teil verwirklicht.
- Josefskirche mit Pfarrhaus, Limpertsberg (1913)
- Lycée Robert-Schuman, Luxemburg (1922–24)
- Herz-Jesu-Kirche, Luxemburg (1934)
- Primarschule Belair (1936)
- Primarschule Hollerich (1937–39)

## Ehrungen
Zu Ehren seines Sohns verlieh die Stadt Luxemburg der Straße zwischen der Route d'Arlon und dem Boulevard Napoléon seinen Namen.